# Ptocasius vittatus
Ptocasius vittatus là một loài nhện trong họ Salticidae.
Loài này thuộc chi Ptocasius. Ptocasius vittatus được Da-xiang Song miêu tả năm 1991.